# Liste des œuvres de Khalil Gibran
 (août 2020).
La liste des œuvres de Khalil Gibran recense les contributions majeures de cet écrivain et artiste libano-américain dans les domaines de la littérature et des arts visuels. Gibran a publié en plusieurs langues, y compris l'arabe et l'anglais. Cette liste comprend non seulement ses livres les plus célèbres comme "Le Prophète," mais aussi ses articles publiés dans divers périodiques et ses œuvres d'art.

## Écrits
| Titre                                                                                  | Éditeur                  | Lieu de publication | Date de publication | Langue  | Traduction du titre en français      |
| -------------------------------------------------------------------------------------- | ------------------------ | ------------------- | ------------------- | ------- | ------------------------------------ |
| نبذة في فن الموسيقى                                                                    | المهاجر                  | New York            | 1905                | arabe   | Profil dans l'art de la musique      |
| الأرواح المتمردة                                                                       | المهاجر                  | New York            | 1908                | arabe   | Les Esprits rebelles                 |
| الأجنحة المتكسرة                                                                       | مرآة الغرب               | New York            | 1912                | arabe   | Les Ailes brisées                    |
| دمعة وابتسامة                                                                          | Atlantic                 | New York            | 1914                | arabe   | Larme et sourire                     |
| The Madman                                                                             | Alfred A. Knopf          | New York            | 1918                | anglais | Le Fou                               |
| المواكب                                                                                | مرآة الغرب               | New York            | 1919                | arabe   | [Les] Processions                    |
| Twenty Drawings                                                                        | Alfred A. Knopf          | New York            | 1919                | anglais | Vingt Dessins                        |
| العواصف                                                                                | الهلال                   | Le Caire            | 1920                | arabe   | Orages                               |
| The Forerunner                                                                         | Alfred A. Knopf          | New York            | 1920                | anglais | Le Précurseur                        |
| البدائع والطرائف                                                                       | المطبعة العصرية          | Le Caire            | 1923                | arabe   | [Les] Merveilles et [les] curiosités |
| The Prophet                                                                            | Alfred A. Knopf          | New York            | 1923                | anglais | Le Prophète                          |
| Sand and Foam                                                                          | Alfred A. Knopf          | New York            | 1926                | anglais | Sable et écume                       |
| Jesus, the Son of Man                                                                  | Alfred A. Knopf          | New York            | 1928                | anglais | Jésus, le fils de l’homme            |
| The Earth Gods                                                                         | Alfred A. Knopf          | New York            | 1931                | anglais | Les Dieux de la terre                |
| The Wanderer                                                                           | Alfred A. Knopf          | New York            | 1932 (posthume)     | anglais | L’Errant                             |
| The Garden of the Prophet (version révisée par Mary Haskell puis Barbara Young)        | Alfred A. Knopf          | New York            | 1933 (posthume)     | anglais | Le Jardin du prophète                |
| Lazarus and his Beloved                                                                | New York Graphic Society | Greenwich           | 1973 (posthume)     | anglais | Lazare et sa bien-aimée              |
| The Blind                                                                              | The Westminster Press    | Philadelphie        | 1981 (posthume)     | anglais | L'Aveugle                            |
| The Banshee (inachevé)                                                                 | —                        | —                   | —                   | anglais |                                      |
| The Last Unction (inachevé)                                                            | —                        | —                   | —                   | anglais |                                      |
| The Hunchback or the Man Unseen (inachevé)                                             | —                        | —                   | —                   | anglais |                                      |
| Poème pour Albert Pinkham Ryder (imprimé à titre privé en 1915 chez Cosmus & Washburn) | —                        | —                   | —                   | anglais |                                      |

Écrits publiés dans des périodiques :
| Titre du texte                                                   | Titre du périodique              | Lieu de publication | Date de publication | Langue  | Traduction du titre du texte en français     |
| ---------------------------------------------------------------- | -------------------------------- | ------------------- | ------------------- | ------- | -------------------------------------------- |
| أيها الليل                                                       | الفنون                           | New York            | avril 1913          | arabe   |                                              |
| على باب الهيكل                                                   | الفنون                           | New York            | juin 1913           | arabe   |                                              |
| يا زمان الحب                                                     | الفنون                           | New York            | juin 1913           | arabe   |                                              |
| قبل الانتحار                                                     | الفنون                           | New York            | août 1913           | arabe   |                                              |
| أبو العلاء المعري                                                | الفنون                           | New York            | septembre 1913      | arabe   |                                              |
| الشاعر                                                           | الفنون                           | New York            | novembre 1913       | arabe   |                                              |
| إلى المسلمين من شاعر مسيحي                                       | الفنون                           | New York            | novembre 1913       | arabe   | Aux musulmans de la part d'un poète chrétien |
| أنت وأنا                                                         | الفنون                           | New York            | décembre 1913       | arabe   | Toi et moi                                   |
| رؤيا                                                             | الفنون                           | New York            | juin 1916           | arabe   | Vision                                       |
| يا نفس                                                           | الفنون                           | New York            | juin 1916           | arabe   |                                              |
| الليل والمجنون                                                   | الفنون                           | New York            | juillet 1916        | arabe   |                                              |
| الفارض                                                           | الفنون                           | New York            | juillet 1916        | arabe   |                                              |
| بالله يا قلبي                                                    | الفنون                           | New York            | août 1916           | arabe   |                                              |
| ما وراء الرداء                                                   | الفنون                           | New York            | septembre 1916      | arabe   |                                              |
| مات أهلي                                                         | الفنون                           | New York            | octobre 1916        | arabe   | Mon peuple est mort                          |
| السم في الدسم                                                    | الفنون                           | New York            | novembre 1916       | arabe   |                                              |
| Night and the Madman                                             | The Seven Arts                   | New York            | novembre 1916       | anglais |                                              |
| بالأمس                                                           | الفنون                           | New York            | décembre 1916       | arabe   |                                              |
| The Greater Sea                                                  | The Seven Arts                   | New York            | décembre 1916       | anglais |                                              |
| الفلكي                                                           | الفنون                           | New York            | janvier 1917        | arabe   | L'Astronome                                  |
| The Astronomer                                                   | The Seven Arts                   | New York            | janvier 1917        | anglais | L'Astronome                                  |
| On Giving and Taking                                             | The Seven Arts                   | New York            | janvier 1917        | anglais |                                              |
| النملات الثلاث                                                   | الفنون                           | New York            | février 1917        | arabe   | Les Trois Fourmis                            |
| الكلب الحكيم                                                     | الفنون                           | New York            | février 1917        | arabe   |                                              |
| The Seven Selves                                                 | The Seven Arts                   | New York            | février 1917        | anglais |                                              |
| أغنية الليل                                                      | الفنون                           | New York            | mars 1917           | arabe   |                                              |
| البحر الأعظم                                                     | الفنون                           | New York            | mars 1917           | arabe   |                                              |
| الله                                                             | الفنون                           | New York            | avril 1917          | arabe   |                                              |
| يا صاحبي                                                         | الفنون                           | New York            | mai 1917            | arabe   |                                              |
| Poems from the Arabic                                            | The Seven Arts                   | New York            | mai 1917            | anglais |                                              |
| البنفسجة الطموحة                                                 | الفنون                           | New York            | août 1917           | arabe   | La Violette ambitieuse                       |
| الغزالي                                                          | الفنون                           | New York            | septembre 1917      | arabe   |                                              |
| العاصفة                                                          | الفنون                           | New York            | septembre 1917      | arabe   | La Tempête                                   |
| بلأمس واليوم وغدا                                                | الفنون                           | New York            | octobre 1917        | arabe   |                                              |
| موشحات جديدة : البحر ؛ الشرورة ؛ الجبار الرئبال ؛ الشهرة         | الفنون                           | New York            | octobre 1917        | arabe   |                                              |
| ابن سينا وقصيدته                                                 | الفنون                           | New York            | octobre 1917        | arabe   |                                              |
| الأرض                                                            | الفنون                           | New York            | octobre 1917        | arabe   |                                              |
| الحكيمان                                                         | الفنون                           | New York            | novembre 1917       | arabe   |                                              |
| بين الفصل والفصل                                                 | الفنون                           | New York            | novembre 1917       | arabe   |                                              |
| —                                                                | الفنون                           | New York            | juin 1918           | arabe   |                                              |
| الأمم وذواتها                                                    | الفنون                           | New York            | août 1918           | arabe   |                                              |
| —                                                                | الفنون                           | New York            | août 1918           | arabe   |                                              |
| War and the Small Nations                                        | The Borzoi                       | New York            | 1920                | anglais |                                              |
| Seven Sayings                                                    | The Dial                         | New York            | janvier 1921        | anglais |                                              |
| Lullaby                                                          | The New Orient                   | New York            | juillet 1925        | anglais |                                              |
| The Blind Poet                                                   | The New Orient                   | New York            | juillet 1926        | anglais |                                              |
| To Young Americans of Syrian Origin                              | The Syrian World                 | New York            | juillet 1926        | anglais |                                              |
| Youth and Age                                                    | The Syrian World                 | New York            | décembre 1926       | anglais |                                              |
| (Syrian Folk Songs:) O Mother Mine (Moulaya) (traduction)        | The Syrian World                 | New York            | mars 1927           | anglais |                                              |
| (Syrian Folk Songs:) I wandered among the Mountains (traduction) | The Syrian World                 | New York            | mai 1927            | anglais |                                              |
| (Syrian Folk Songs:) Three Maiden Lovers (traduction)            | The Syrian World                 | New York            | septembre 1927      | anglais |                                              |
| The Two Hermits                                                  | The Syrian World                 | New York            | octobre 1927        | anglais |                                              |
| When My Sorrow Was Born                                          | The Syrian World                 | New York            | décembre 1927       | anglais |                                              |
| War                                                              | The Syrian World                 | New York            | janvier 1928        | anglais |                                              |
| Said a Blade of Grass                                            | The Syrian World                 | New York            | mars 1928           | anglais |                                              |
| Critics                                                          | The Syrian World                 | New York            | avril 1928          | anglais |                                              |
| War and the Small Nations                                        | The Syrian World                 | New York            | mai 1928            | anglais |                                              |
| Love                                                             | The Syrian World                 | New York            | juin 1928           | anglais |                                              |
| The King of Aradus                                               | The Syrian World                 | New York            | septembre 1928      | anglais |                                              |
| The Plutocrat                                                    | The Syrian World                 | New York            | octobre 1928        | anglais |                                              |
| A Man from Lebanon Nineteen Centuries Afterward                  | The Syrian World                 | New York            | novembre 1928       | anglais |                                              |
| The Great Recurrence                                             | New York Herald Tribune Magazine | New York            | 23 décembre 1928    | anglais |                                              |
| Night                                                            | The Syrian World                 | New York            | décembre 1928       | anglais |                                              |
| Defeat                                                           | The Syrian World                 | New York            | janvier 1929        | anglais |                                              |
| The Great Longing                                                | The Syrian World                 | New York            | février 1929        | anglais |                                              |
| The Saint                                                        | The Syrian World                 | New York            | mars 1929           | anglais |                                              |
| Fame                                                             | The Syrian World                 | New York            | avril 1929          | anglais |                                              |
| Out of My Deeper Heart                                           | The Syrian World                 | New York            | mai 1929            | anglais |                                              |
| Snow                                                             | New York Herald Tribune Magazine | New York            | 22 décembre 1929    | anglais |                                              |
| The Two Learned Men                                              | The Syrian World                 | New York            | janvier 1930        | anglais |                                              |
| On Giving and Taking                                             | The Syrian World                 | New York            | mars 1930           | anglais |                                              |
| Helpfulness                                                      | The Syrian World                 | New York            | avril 1930          | anglais |                                              |
| On the Art of Writing                                            | The Syrian World                 | New York            | mai 1930            | anglais |                                              |
| On Hatred                                                        | The Syrian World                 | New York            | juin 1930           | anglais |                                              |
| Greatness                                                        | The Syrian World                 | New York            | septembre 1930      | anglais |                                              |
| The Tragic Love of a Caliph                                      | The Syrian World                 | New York            | octobre 1930        | anglais |                                              |
| On Giving and Taking                                             | The Syrian World                 | New York            | octobre 1930        | anglais |                                              |
| Song                                                             | The Syrian World                 | New York            | décembre 1930       | anglais |                                              |
| A Marvel and a Riddle                                            | The Syrian World                 | New York            | janvier 1931        | anglais |                                              |
| Past and Future                                                  | The Syrian World                 | New York            | février 1931        | anglais |                                              |
| Speech and Silence                                               | The Syrian World                 | New York            | mars 1931           | anglais |                                              |